# 克里斯·米尔斯 (跳水运动员)
克里斯·米爾斯，MBE（英語：Chris Mears，1993年2月7日—），英國男子跳水運動員。

## 簡歷
2012年，克里斯·米爾斯代表英國參加英国倫敦舉行的奥林匹克运动会跳水比賽。他在男子3米跳板賽事，獲得第9名；另外，又與Nicholas Robinson-Baker搭檔男子雙人3米跳板賽事，最終獲得第5名。